# 三溪口水库 (泸县)
三溪口水库是中国四川省泸州市泸县立石镇境内的一座水库，位于长上干支流龙溪河上，建于1959年。水库正常库容为2539万立方米，集雨面积为80平方千米，海拔为364.63米。